# Saint-Pierre-de-Lamps

Saint-Pierre-de-Lamps este o comună în departamentul Indre, Franța. În 1 ianuarie 2018 avea o populație de 54 de locuitori.